# 杜哲巍
雅克·德瓦特维尔（法語：Jacques de Watteville，1951年—），汉名杜哲巍，是瑞士外交官。他出生于洛桑，于2015年至2017年担任瑞士首席欧盟谈判代表，曾任瑞士驻华大使。
在巴黎完成学士学位后，杜哲巍学习了法律和经济学并获得了博士学位。合法的在洛桑大学。 1982 年进入瑞士联邦外交部工作，曾在伯尔尼、布鲁塞尔、伦敦、大马士革和北京担任秘书、参赞、特使和大使。他于2013年被任命为瑞士联邦财政部国务秘书。  2015年8月，瑞士联邦委员会任命他为首席谈判代表，负责与欧盟就移民新宪法条款的实施进行谈判。 目前已退休。